# EZ Aquarii
Désignations
EZ Aquarii (en abrégé EZ Aqr) est un système d'étoile multiple comprenant trois naines rouges de type spectral M et situé à 3,4 ± 0,05 pc (∼11,1 al) de la Terre dans la constellation du Verseau. Le composant central est aussi une étoile binaire.
L'étoile la plus proche de ce système est Lacaille 9352, située à environ 1,29 pc (∼4,21 al).